# Soledar
Soledar (ukrainsk: Соледа́р) er en by i Bakhmut Raion, Donetsk Oblast (provinsen) i Ukraine. 
Byens navn kan oversættes som saltgave på både Russisk og Ukrainsk. 
Byen har en befolkning på omkring 10.692 (2021).
Byens store turistattraktion er Soledar Saltmine (en) med underjordiske gallerier og kamre i tidligere saltminer, som bruges til grottebehandling af astma og andre lungesygdomme, men også til koncerter og lignende.

## Historie
I anden halvdel af det 17. århundrede bosatte Donkosakkerne sig i regionen Donbass.
I 1881 blev den første saltmine grundlagt i nærheden af landsbyen, og flere år senere dukkede andre op.
I 1965 blev bebyggelsen til byen Karlo-Libknekhtovsk', opkaldt efter Karl Liebknecht. I juli 1991 blev den omdøbt til Soledar.
I midten af april 2014 erobrede russiske GRU-agenter under ledelse af Igor "Strelkov" Ghirkin flere byer i Donetsk Oblast  including Soledar.  Den 21. juli 2014 sikrede ukrainske styrker byen fra de militante. Den 2. august 2014 etablerede identifikationsholdet og OSCE-observatørerne, der beskæftigede sig med MH17-styrtet, en base i Soledar, fordi det derfra var lettere at komme til nedstyrtningsstedet.
Den 28. maj 2022 blev det rapporteret, at et ukrainsk missil havde ramt saltfabrikken Artyomsol i byen.

## Demografi
Hovedsprogene  var i 2001 :
- Russisk  88.6%
- Ukrainsk  11.1%
- Armensk  0.1%
- Hviderussisk  0.1%

## Galleri
- Jernbanestation
- Indgangen til saltmine
- Inde i minen
- Underjordisk koncerthal og fodboldbane i Soledar minen